# Genocidios de Burundi
Desde la independencia de Burundi en 1962, ha habido dos eventos llamados genocidios en el país. Los asesinatos en masa de hutus en 1972 por parte del ejército dominado por tutsis, y los asesinatos en masa de tutsis en 1993 por la población mayoritaria hutu se describen como genocidio en el informe final de la Comisión Internacional de Investigación para Burundi presentado al Consejo de Seguridad de las Naciones Unidas en 1996. En junio de 2025, Burundi instó a las Naciones Unidas a reconocer oficialmente las masacres de hutus de 1972-1973 como genocidior.

## Antecedentes
La demografía de Burundi durante los años 1970 y 1980 fue aproximadamente de 86 % hutu, 13 % tutsi y 1 % twa. Durante la mayor parte de este período, los tutsis mantuvieron un casi monopolio en los altos cargos gubernamentales y militares. Burundi obtuvo su independencia de Bélgica en 1962, y en mayo de 1965 se celebraron las primeras elecciones posteriores a la independencia. Los candidatos hutu obtuvieron una victoria aplastante, con 23 escaños de un total de 33. Pero, en lugar de nombrar un primer ministro hutu, el rey Mwambutsa IV nombró a un príncipe tutsi, Léopold Biha, como primer ministro. El 18 de octubre de 1965, hutus, enojados con la decisión del rey, intentaron un golpe de Estado. El rey huyó del país, pero el golpe finalmente fracasó.   
Años más tarde, las semanas cercanas al 29 de abril de 1972 estaban llenas de interés político por los acontecimientos relacionados con el regreso del anterior monarca, Ntare V. Del complejo de elementos agitados con intrigas bizantinas, Ntare fue primero a Uganda. El presidente de Uganda, Idi Amin, afirmó que recibió una garantía escrita del presidente Michel Micombero de que Ntare podría regresar a Burundi y vivir allí como ciudadano privado. Usando el helicóptero a disposición del jefe de Estado de Uganda, Ntare llegó a donde él y sus antepasados habían gobernado como reyes, en marzo de 1972. En pocas horas fue puesto bajo arresto domiciliario en el antiguo palacio en Gitega. Poco después, una transmisión de radio oficial proclamó que Ntare estaba tratando de instigar una invasión mercenaria de Burundi para retomar el gobierno. Algunos ministros favorecieron que se le mantuviera bajo protección restringida en Gitega, mientras que otros lo querían muerto. La situación se resolvió extraoficialmente al ser asesinado en algún momento entre la noche del sábado 29 de abril y la mañana siguiente, en circunstancias que aún no están claras. No se ha determinado si hubo una conspiración o si su muerte estuvo involucrada en un brote violento en Gitega.

## Genocidios

### Violencia inicial
El 27 de abril de 1972, una rebelión liderada por algunos miembros hutu de la gendarmería estalló en las ciudades junto al lago de Rumonge y Nyanza-Lac declarando el establecimiento de la República Martyazo. Testigos presenciales informaron innumerables atrocidades, y los insurgentes hutu armados procedieron a asesinar a todos los tutsi a la vista, así como a los hutus que se negaron a unirse a la rebelión. Se estima que durante este brote inicial de hutus murieron entre 800 y 1200 personas.

### Masacre de hutus
En respuesta a la violencia, el presidente Michel Micombero (tutsi) proclamó ley marcial. Sus fuerzas armadas asesinaron hutus en masa. Unas horas antes del estallido de la revuelta el 29 de abril, el presidente Micombero ordenó la disolución de su gobierno y amplió sus poderes. En vísperas del estallido de la revuelta, el 29 de abril de 1972, el quinto monarca de Burundi, Natara V, regresó por primera vez del exilio de seis años en Europa porque pensó que en ese momento sería de utilidad. Esa misma noche fue ejecutado en su palacio por orden del presidente. Al día siguiente, el 30 de abril, un grupo de altos oficiales Tutsi-Himba, que habían estado cerca del presidente, comenzó a planificar el exterminio de todos los hutus en Burundi. Después del estallido de la revuelta, el presidente ordenó la extensión de los poderes del Ministro de Relaciones Exteriores Simbania, y fue nombrado Ministro del Interior. El 12 de mayo, el ministro Simnaya dio una "mano libre" al movimiento juvenil extremista de los tutsis conocido como Las Brigadas Revolucionarias de la Juventud (JRR). Todos los miembros del movimiento juvenil hutu fueron exterminados el mismo día. Los líderes del movimiento recibieron instrucciones de someterse a las listas del ejército de todos los estudiantes hutus en escuelas y universidades.
La revuelta hutu fue derrotada a los pocos días a principios de mayo. Una vez que terminó la revuelta, el exterminio organizado de ciudadanos hutus comenzó en Burundi. Primero ordenaron al ejército y comandantes de la policía que asesinaran a todos sus miembros hutus, causando la muerte de 750 soldados y unos 300 policías. Los siguientes fueron maestros y estudiantes en escuelas secundarias y escuelas vocacionales. Camiones y vehículos militares llegaron a las escuelas y los soldados ordenaron a los estudiantes y maestros hutus que abordaran los camiones, que los llevaron a pozos de muerte, prisiones e instalaciones militares donde fueron ejecutados. Miembros de la JRR también participaron en ejecuciones y masacres y sirvieron como fuerza cualitativa para identificar a las víctimas. Incluso las escuelas primarias tenían soldados que los atacaban; al principio reunieron solo a los maestros pero eventualmente incluso los estudiantes fueron asesinados. En junio se informó que no quedaban maestros hutus. En las escuelas secundarias y primarias, solo quedaba el 45%. Miles de estudiantes fueron secuestrados de escuelas secundarias y universidades y ejecutados. Solo en la ciudad de Buyumbura, 4.000 estudiantes fueron cargados en camiones y llevados a pozos de muerte. Miles de funcionarios y sacerdotes hutu fueron ejecutados. En la radio estatal había una propaganda velada que pedía el asesinato de hutus, "para cazar la pitón en la hierba". En muchos casos, los soldados llegaron con listas de víctimas preparadas de antemano. Los moderados tutsis también fueron asesinados. Debido al genocidio, no quedaban hutus educados en Burundi.

#### Número de víctimas
Las autoridades gubernamentales controladas por los tutsi estimaron originalmente que cerca de 15,000 personas habían sido asesinados, mientras que los opositores hutu afirmaron que el número era mucho más cercano a 300,000. Hoy, las estimaciones oscilan entre estas dos cifras, entre 80,000 y 210,000 muertos.
Se estima que varios cientos de miles de hutus huyeron del genocidio a Zaire, Ruanda y Tanzania.

#### Contraataque hutu
Durante los días 29 y 30 de abril, los rebeldes armados de Burundi (hutus) se aliaron con los exiliados zairianos (Mulelists) y atacaron el sur de Burundi, Gitega y Buyumbura. Intentaban hacer una república dominada por hutus y deshacerse de los tutsis. El gobierno hutu declara que hubo alrededor de 50,000 muertes, la mayoría tutsis. Sin embargo, la mayoría de los observadores del evento creen que la cifra de 50,000 es  exagerada. Los observadores también concluyeron la evidencia de que hubo un intento de elementos hutus para derrocar al gobierno de Micombero. Había alrededor de 4-5 mil hutus involucrados en este ataque. No tenían un recuento, pero se estima que 3.000 tutsis fueron asesinados en la primera semana. No hay evidencia de que los Mulelist estuvieran involucrados con la violencia, pero se usaron letreros, vestimenta y cánticos Mulelist. Esto era parte de un patrón histórico de grupo mayoritario resentido por el dominio de una minoría.

#### Ayuda extranjera
Burundi fue declarada zona de desastre el 1 de mayo de 1972. Después de usar $ 25,000 del fondo de contingencia de ayuda de la Cuenta Mundial de Socorro en Desastres, Burundi solicitó a los Estados Unidos otros $ 75,000, que fueron otorgados de inmediato. La mayor parte del dinero se usó para comprar bienes localmente o de países cercanos; los artículos incluyeron mantas, dos ambulancias, comida, ropa y transporte.

#### Evaluación de la violencia de 1972 como genocidio
Aunque solo sea por su carácter "selectivo", la eliminación de un grupo de élite étnicamente definido, el caso de Burundi no encaja en el paradigma del Holocausto (o Ruanda). No puede describirse como un genocidio total, y por esa razón, algunos pueden objetar la idoneidad de la etiqueta del genocidio. La definición de Jacques Sémelin - "ese proceso particular de destrucción civil que se dirige a la erradicación total de un grupo, el criterio por el cual se define como determinado por el perpetrador" (Sémelin 2007, 340) - posiblemente podría ofrecer munición conceptual a aquellos que cuestionen la opinión de que se haya cometido algo así como un genocidio en contra de tutsis o hutus. Del mismo modo, según lo definido por el perpetrador como el grupo a ser erradicado, no cabe duda de que el exterminio de las élites hutus es una ilustración trágica del impulso genocida de "purificar y destruir" (Ibid.) Una vez que todo es dicho y hecho, ninguna cantidad de relación retrospectiva sobre la aplicabilidad de la etiqueta del genocidio puede borrar de sus recuerdos colectivos las agonías sufridas por los hutu y los tutsi en tiempos de ikiza.
René Lemarchand (2008)

### 1990-1994

#### Aumento en las tensiones entre Burundi y Ruanda
En octubre de 1990, los exiliados ruandeses, en su mayoría tutsis, que habían servido durante años en las Fuerzas Armadas de Uganda, invadieron Ruanda. Los siguientes tres años consistieron en una guerra entre el gobierno hutu y las fuerzas invasoras conocidas como el Frente Patriótico de Ruanda. En 1993, emisarios de las Naciones Unidas y la Organización de la Unidad Africana (OUA) llegaron a un acuerdo de paz. Un alto al fuego estuvo en vigor desde entonces hasta el 6 de abril. El 6 de abril de 1994, los presidentes de Burundi y Ruanda regresaban a la capital ruandesa de Kigali con otros líderes regionales de las conversaciones de paz en Tanzania. El presidente de Ruanda estaba bajo una fuerte presión internacional para implementar el acuerdo de paz de 1993.

#### Polarización étnica durante la década de 1990
En junio de 1993 en Burundi, el partido hutu, Frente para la Democracia en Burundi, FRODEBU, y su candidato presidencial, Melchior Ndadaye, ganaron las elecciones y formaron el primer gobierno hutu en el país. Las tensiones comenzaron a aumentar casi de inmediato. Pequeñas bandas de 'pandillas' hutu y tutsi lucharon consistentemente en Buyumbura y sus alrededores, a menudo creciendo en grupos más grandes armados con machetes y atacándose entre sí.

#### Masacre de tutsis en 1993
Las tensiones finalmente llegaron al punto de máximo el 21 de octubre de 1993 cuando el presidente Ndadaye fue asesinado y el país cayó en un período de conflictos civiles. Algunas estructuras de FRODEBU respondieron violentamente al asesinato, matando "posiblemente hasta 25,000 tutsis". Intentando recuperar el orden, elementos del ejército de Burundi y civiles tutsis lanzaron ataques contra hutus, incluidos civiles inocentes y rebeldes, lo que resultó en "al menos tantas" muertes como las causadas por la rebelión inicial.

##### Respuesta de la ONU a la violencia del 93
En 2002, la Comisión Internacional de Investigación de las Naciones Unidas para Burundi calificó el asesinato en masa de tutsis en 1993 como un genocidio.

## Conexión ruandesa
El genocidio de 1972 dejó una marca permanente en la memoria colectiva de la población hutu, tanto en Burundi como en los países vecinos. Decenas de miles de civiles hutus huyeron del país durante la violencia hacia su vecino del norte: Ruanda. El aumento de las tensiones en Burundi y Ruanda provocó episodios de violencia civil y transfronteriza en Burundi. Estos precipitaron asesinatos a gran escala por ambos lados del conflicto. Estos episodios radicalizaron aún más a los elementos de la población hutu en Ruanda, que también se enfrentó a la presión de una oposición militante tutsi, el Frente Patriótico de Ruanda. En 1994, los hutus lideraron un genocidio contra los tutsi en Ruanda. Miles de refugiados tutsis buscaron seguridad en Burundi.[cita requerida]
En la prensa hubo un informe en mayo de 1973, de que jóvenes líderes estudiantiles militantes hutus en Ruanda, Tanzania y Zaire habían inspirado y coordinado un ataque de tres puntas contra Burundi.

## Otras lecturas
- Rutamucero, Diomède (2009). Le génocide contre les Tutsi au Burundi, un crime avoué mais impuni (en francés). Bujumbura: Unibook.com. ISBN 9781935038610.  Contiene materiales de origen, registros y estadísticas.
- Comité de las Naciones Unidas para la eliminación de la discriminación racial, 51º período de sesiones, Acta resumida de la 1239ª sesión. Celebrada en el Palacio de las Naciones, Ginebra, 20 de agosto de 1997, informes periódicos séptimo a décimo de Burundi (continuación) (CERD / C / 295 / Add.1)
  - Observaciones finales del Comité para la Eliminación de la Discriminación Racial   : Burundi . 18 de septiembre de 1997.
- René Lemarchand. "El genocidio de Burundi". Siglo del genocidio. Ed. Samuel Totten y col. Nueva York: Routledge, 2004. 321-337.
- "Genocidio selectivo en Burundi", Informe sobre el genocidio de 1972 por René Lemarchand y David Martin (1974)
- "Burundi desde el genocidio", Informe que rastrea las consecuencias del genocidio de 1972, por Reginald Kay (1987)
- "Genocidio de Burundi", Noticias sobre crímenes de Burundi desde 1962, por Agnews (2000)